# Johannes Bischoff

Johannes Bischoff

Johannes Bischoff (* 19. März 1874 in Berlin; † 10. Oktober 1936 in Darmstadt) war ein deutscher Opernsänger (Bassbariton), Theaterschauspieler und -regisseur.

## Leben
Er wurde 1874 in Berlin als Sohn des Kaufmanns Joseph Johannes Bischoff (* 9. März 1844 in Berlin; † 22. Mai 1905 ebenda) und dessen Frau Elisabeth Marie Engel (* 12. Januar 1851 in Berlin; † 10. Oktober 1915 ebenda) geboren. Er studierte zuerst vier Jahre Jura an der Berliner Humboldt-Universität. Dort wurde er 1893/94 Mitglied der Akademischen Liedertafel Berlin im Sondershäuser Verband.
Während seines Studiums machte Theaterdirektor Julius Hoffmann aus Köln seine Bekanntschaft und veranlasste den jungen Juristen, der mit seiner schönen Stimme in geselligen Kreisen schon oft Anerkennung gefunden hatte, die Künstlerlaufbahn einzuschlagen. Bischoff nahm Unterricht bei Mathilde Mallinger, Gesangslehrer H. Weinbach und später bei Franz Betz und debütierte am Kölner Stadttheater, wo er als „fliegender Holländer“ einen großen Erfolg erzielte (1899). In Köln wirkte er bis 1904.
Von 1904 bis 1905 nahm er mit seiner Frau, der Sopranistin Sofie David, die er am 21. Mai 1902 in Köln geheiratet hatte, an einer Tournee durch Nordamerika mit der Savage Opera Company teil. Von 1905 bis 1908 wirkte er am Hoftheater Hannover, von 1908 bis 1917 an der Berliner Hofoper. Dort war er als Orest an der Berliner Erstaufführung der Elektra von Hofmannsthal/Strauss am 15. Februar 1909 beteiligt. Seine Bühnenpartnerinnen waren Thila Plaichinger (als Elektra), Frances Rose (als Chrysothemnis) und Marie Goetze (als Klytemnästra). Den Aegisth sang Wilhelm Grüning, es dirigierte Leo Blech. 1917 ging er an das Hoftheater Darmstadt, an dem er bis 1934 als Sänger und Regisseur engagiert war. 1927 erhielt er den Georg-Büchner-Preis.
Er starb 1936 an den Folgen eines in Köln erlittenen Verkehrsunfalles, trat aber noch bis kurz vor seinem Tod in Darmstadt auf. Johannes Bischoff wurde auf dem Waldfriedhof Darmstadt beerdigt.